# Harter Brocken: Der Waffendeal
Harter Brocken: Der Waffendeal ist ein deutscher Kriminalfilm von Markus Sehr aus dem Jahr 2021 mit Aljoscha Stadelmann als Polizist Frank Koops und Anna Fischer als seine Kollegin Mette Vogt sowie Moritz Führmann als Postbote Heiner Kelzenberg. Bei dem Film, dessen Haupt-Gastrollen mit Nicki von Tempelhoff, Kim Riedle, Aurel Manthei und Merlin Leonhardt besetzt sind, handelt es sich um die sechste Folge der Harter-Brocken-Reihe. 
Der Film ist erstmals am 15. Mai 2021 im Programm der ARD Das Erste ausgestrahlt worden.

## Handlung
Frank Koops schläft auf dem Hochstand seinen Rausch aus, nachdem er zusammen mit dem Förster Heiko Mendt zu tief ins Glas geschaut hat. Heiko muss wegen seines Scheidungstermins schnell in die Stadt, trifft auf seinem Weg durch den Wald aber auf eine Bikergang, die gerade einen vermeintlichen Verräter erschießen will. Bei dem entstehenden Kampf wird der Förster erstochen, das Opfer kann in den Wald fliehen. Koops wird durch einen Schuss aus dem Schlaf gerissen und macht sich auf die Suche nach Heiko, der nicht zu seinem Termin erschienen ist. Er trifft im Wald auf den Anführer der Bikergang, Andy Blome, den er noch von früher kennt und der gerade den Haushalt seiner Eltern auflösen will. Koops ist misstrauisch und versucht, mehr herauszufinden.
Durch ein Ablenkungsmanöver seiner Mitarbeiterin Mette Vogt mit einer Vor-Ort-Kontrolle der Biker und deren Motorräder kann Koops sich im Haus von Andys Eltern umschauen. Er entdeckt dort eine Pistole, mit der offensichtlich erst vor kurzem geschossen wurde und einen verschlossenen Kellerraum, vollgestellt mit verdächtigen Kisten, was kriminelle Geschäfte vermuten lässt. Als Koops sich wenig später in der Hütte des Försters umsieht, wird er von dem entkommenen Biker Bert Groll überwältigt und zu Andy gebracht, womit dieser klarstellen will, dass er kein Verräter ist. Da auch das weitere Bandenmitglied Ricky potentiell als Verräter in Frage käme, soll er Koops erschießen. Ricky hingegen bezichtigt Jessie, verdächtig zu sein, die dann auf Koops schießt. Ricky wiederum wird daraufhin von Andy erstochen. Als Jessie die Leichen entsorgen soll, stellt sich heraus, dass sie Koops nur einen Streifschuss verpasst hat und beim BKA arbeitet. Wegen eines Waffendeals mit dem Gangsterboss Victor Koslow, mit dem sie noch eine Rechnung offen hat, ist sie in die Gang geschleust worden.
Die kriminellen Biker kommen dahinter, dass Koops noch leben könnte und versuchen, Jessie mit Gewalt Informationen zu entlocken. Koops versucht, sich mit Heiners Hilfe Zugang zu Andys Haus zu verschaffen, wird aber von den Bikern überwältigt und geknebelt. Jessie, die eigentlich Nina Kuro heißt, gelingt es, Bert zu erschießen und den übrigen Bikern zu entkommen. Koops und Heiner wurden mittlerweile in den Wald gefahren und müssen mit ansehen, wie Abgase in das Innere von Heiners Postauto geleitet werden. Mette kann die beiden jedoch befreien, da sie per Smartwatch über Heiners Pulsschlag und Standort informiert wurde. Andy möchte den Waffendeal unbedingt durchziehen. Sein Bruder Chris versucht, ihn vor Koslow zu warnen, da er von Jessie noch Informationen erhalten hat. Andy schließt Chris daraufhin ein und fährt zum Übergabeort. 
In Sankt Andreasberg stößt Anna-Lea Gritz vom BKA zu Koops. Sie erzählt, dass Ninas Verlobter von Koslow umgebracht wurde und sie deshalb untergetaucht sei. Koops erfährt von Chris den Übergabeort. Hier kommt es zum Schusswechsel, bei dem Nina Andy erschießt; anschließend wird sie von Gritz erschossen, und Koslow wird festgenommen. Gritz fährt mit Koslow Richtung Berlin. Im Wald will sie Koslows Flucht inszenieren, um ihn erschießen zu können. Sie ist die Verräterin in den Reihen des BKA, die die Hand aufhält und nicht genug bekommen kann. Die Waffen will sie nun an jemanden verkaufen, der mehr bezahlt als Koslow, ihre Geschäfte mit diesem sind dadurch nicht mehr lukrativ genug für sie. Doch Koops kommt ihr in die Quere. Er hat das Gespräch im Auto mitgeschnitten und zuvor auf dem Revier die Patronen aus ihrem Pistolenmagazin entfernt.

## Produktion
Der Film wurde im Zeitraum vom 16. Oktober bis zum 14. November 2020 in Sankt Andreasberg und Umgebung gedreht.

## Rezeption

### Kritiken
Thomas Gehringer gibt dem Film in seiner Besprechung bei tittelbach.tv 4,5 von 6 möglichen Punkten. Der Film sei unterhaltsam und biete eine Kombination aus trockenem Humor und blutigem Thrill. Das sympathische Provinz-Trio zeige dem Verbrechen die Stirn und sei pfiffiger, als es ihre Widersacher vermuten. Anna Fischer als schwangere Mette würde mehr als einen Hauch von „Fargo“ versprühen. Die Nebenrollen, darunter Nicki von Tempelhoff und Kim Riedle, seien klasse besetzt. Der Film würde das Niveau seiner Vorgänger halten. Insgesamt sei Der Waffendeal ein „geradlinig und schnörkellos inszenierter Film, der nicht mehr sein will als eine Thrillerkomödie um Verrat und Vertrauen“.
Eric Leimann sieht in seiner Kritik bei Prisma auch die Parallelen zu „Fargo“. Er stellt im sechsten Teil der Reihe – verglichen mit den Vorgängern – allerdings auch einen gewissen Verschleiß an Originalität fest. Anstatt Neues zu wagen, würde mehr auf altbewährte Ideen beim Plot zurückgegriffen werden. Es passiere nichts wirklich, was man nicht wieder vergessen könne. Insgesamt blieben aber ein paar nette Ideen und Szenen.
Die dpa hebt insbesondere den Soundtrack hervor. Die Komponisten Tobias Wagner und Justin Michael La Vallee hätten den ganzen Film hindurch eine feine Auswahl für die Ohren des Publikums getroffen. Sowohl neugewonnene Zuschauer als auch Fans der Reihe würden bei Der Waffendeal auf ihre Kosten kommen und mit dem bewährten trockenen Humor und einer gewissen Slapstick-Komik belohnt.
Oliver Armknecht schreibt in seiner Kritik auf film-rezensionen.de, dass die Filmemacher bei der Reihe noch Wert auf Persönlichkeiten legten, die ihre Ecken und Kanten, aber auch diverse Macken haben. Der Film vermittele ein Provinzgefühl, ohne die Personen rückständig und naiv wirken zu lassen. Die Figuren und ihr Humor ermöglichten einen vergnüglichen Filmabend, als Krimi hätte der Film hingegen nicht so viel zu bieten, sodass dieser laut Armknecht nicht über eine solides Mittelmaß hinauskäme. Der Film erhält 6 von 10 Punkten.

### Einschaltquoten
Die Erstausstrahlung des Films am 15. Mai 2021 sahen in Deutschland 7,26 Millionen Zuschauer, was einem Marktanteil von 23,4 % entspricht. Dies war auch der Spitzenwert an diesem Tag.